# 颱風維奧娜 (1969年)
颱風維奧娜（英語：Typhoon Viola，國際編號：6905，中國大陸編號：6903，聯合颱風警報中心：05W）是1969年太平洋台风季的热带气旋，風暴於7月22日形成，在7月29日消散，维持時間約一周。維奧娜在廣東東部地區造成嚴重破壞，共造成1554人喪生 ，其中在汕頭市西郊牛田洋圍墾造田的470名中國人民解放軍官兵和83名來自全國各地的大學生在保護海堤時殉職，因此在中國大陸又將此次颱風稱為“七二八風災”或“牛田洋風災”。

## 氣象歷史
一個熱帶低氣壓於7月22日在菲律賓東部、關島西南方洋面形成，隨後向西北緩慢移動，7月24日早晨增強為一級颱風，被命名為“維奧娜”，當晚即加強為二級颱風，次日凌晨進一步發展為三級颱風，7月25日下午增強為四級颱風。 7月26日維奧娜在呂宋北部掠過。7月27日凌晨錄得一分鐘最高平均風速約為240千米每小时，最低氣壓為897百帕。 之後強度有所減弱，7月28日上午在中華人民共和國廣東省汕頭地區惠來縣沿海登陸，登陸時中心氣壓936百帕斯卡，風速48米每秒（蒲福風級15級），為汕頭市1949年以後錄得的最高數據，直至1991年才被颱風艾美打破。移入陸地后，維奧娜強度迅速減弱，於7月29日消散。

## 影響

### 菲律賓
維奧娜在掠過呂宋島時，給菲律賓北部地區帶來強風暴雨，至少造成20人死亡，其中7人在菲律賓中部海域的船難中喪生。暴雨在菲律賓北部旅遊城市碧瑤市引起山體滑坡，首都馬尼拉也出現大規模的水浸。

### 臺灣
當地發佈之颱風警報：海上陸上颱風警報
7月26日至28日，颱風外圍掠過台灣，共造成11人死亡，63人受傷，房屋倒塌1292間，西南部嘉義地區出現海水倒灌。

### 英屬香港
當地兩次懸掛之最高熱帶氣旋警告信號：  三號風球
因香港天文台處理失當，香港天文台預料維奧娜登陸後迅速減弱，惟香港內風勢在除下三號風球後才普遍達到強風程度，香港天文台只好再度懸掛三號風球。

### 葡屬澳門
當地兩次懸掛之最高熱帶氣旋警告信號：  三號風球
因香港天文台處理失當，同時亦令澳門氣象台錯判，當地風勢在除下三號風球後才普遍達到強風程度。亦只好再度懸掛三號風球。

### 中国大陆
7月28日維奧娜登陸汕頭時，正值農曆六月十五天文大潮。在風暴潮的衝擊下，沿海堤圍大部份潰決，海潮洶湧而入形成汪洋，地勢低的地方水深達4米，汕頭市區全區水深2-3米。汕頭地區耕地淹浸面積119萬畝，農作物受損面積131萬畝，決堤2087處，總長度為90公里，房屋倒塌82381間，死亡人數954人（不含牛田洋部隊），受傷10347人，全區公路交通全部癱瘓，通訊聯絡全部中斷。受災最嚴重的是澄海縣，全縣294公里堤圍有180公里受損，其中254處共13.5公里崩決，海潮侵入內陸達15公里，202個村莊被淹，1.8萬多間房屋倒塌，全縣死亡504人，汕漳公路以東的大部份農田被淹浸，面積22萬畝，占全縣總耕地面積的59%。
地處汕頭西郊的牛田洋軍隊圍墾區，23公里長的攔海石堤被衝開62處，另外有9公里海堤被削去三分之二。當時在牛田洋軍墾區進行生產的是中華人民解放軍第55軍219師和軍炮團1萬多名官兵以及2183名響應“五·七指示”到牛田洋上山下鄉的來自北京外交學院、中山大學、四川大學等全國八所高校以及在七機部、中聯部、外交部畢業待分配的大學生。面對海堤潰決，在“誓死守护大堤，人在大堤在”、“人定勝天”的口號下，圍墾官兵和大學生對抗風暴潮進行護堤，最終非但沒有保住軍墾區的耕地，圍內2萬多畝土地和生產設備被海水淹沒，水深達3.5米，而且還付出470名解放軍官兵和83名大學生喪生的代價。

## 後續
災后，廣東省人民政府先後撥款592萬人民幣修復損毀的工程和堤圍，到8月底，受災地區的生活和生產基本恢復安定。
1969年8月，中國人民解放軍廣州軍區對在“七二八風災”中捐軀的553名解放軍官兵和大學生全部授予“烈士”稱號，但其中83名大學生直到1996年，才由時任中共中央政治局常委胡錦濤向總書記江澤民請示，公開追認為烈士。 雖然牛田洋軍墾基地被破壞，但在當時仍然得到“北有珍寶島，南有牛田洋”的讚譽。 1970年3月開始，在國務院總理周恩來的指示下，生還的大學生陸續離開牛田洋參加工作，其中包括後任中華人民共和國外交部部長李肇星和外交部新聞司司長陳健等。1972年春，在牛田洋地區建立了一座七·二八烈士纪念碑，紀念碑坐南向北，正面阴刻隶书“七·二八烈士永垂不朽”九個字。

## 熱帶氣旋信號使用記錄

### 英屬香港
| 皇家香港天文台 熱帶氣旋警告信號 | 皇家香港天文台 熱帶氣旋警告信號 | 皇家香港天文台 熱帶氣旋警告信號 |
| ------------------------------- | ------------------------------- | ------------------------------- |
| 上一熱帶氣旋                    | 一號風球                        | 下一熱帶氣旋                    |
| 超強颱風伊蘭                    | 一號風球                        | 熱帶低氣壓無名                  |
| 超強颱風伊蘭                    | 三號風球                        | 熱帶風暴露比                    |

## 外部連結
- . 國立情報學研究所. （英文）